# یخچال خومبو

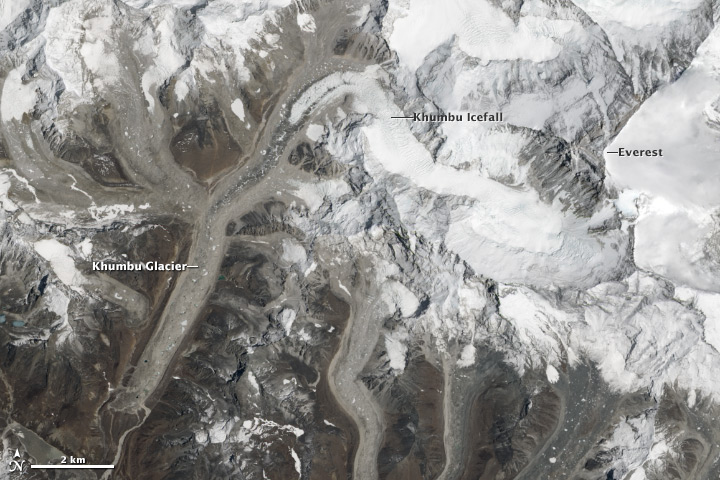
یخچال خومبو

یخچال خومبو (انگلیسی: Khumbu Glacier) در منطقه خومبو در شمال شرق نپال و میان کوه اورست و یال لهوتسه- نوپتسه قرار دارد. این یخچال از ارتفاع ۷۶۰۰ متری آغاز شده و در ارتفاع ۴۹۰۰ متری پایان می‌پذیرد و مرتفع‌ترین یخچال طبیعی دنیا به‌شمار می‌رود. یخچال خومبو بخش پایانی مسیر دسترسی به یکی از کمپ‌های اصلی اورست محسوب می‌شود. یخچال خومبو از چال غربی در نزدیکی اورست آغاز می‌شود و بزرگ‌ترین یخچال نپال است. آبشار یخی خومبو نیز در یخچال خومبو و در انتهای غربی پایین چال غربی قرار دارد و نخستین مانع بزرگ و یکی از خطرناک‌ترین موانع در مسیر جبهه جنوبی قله اورست است.